# Tetraconcha

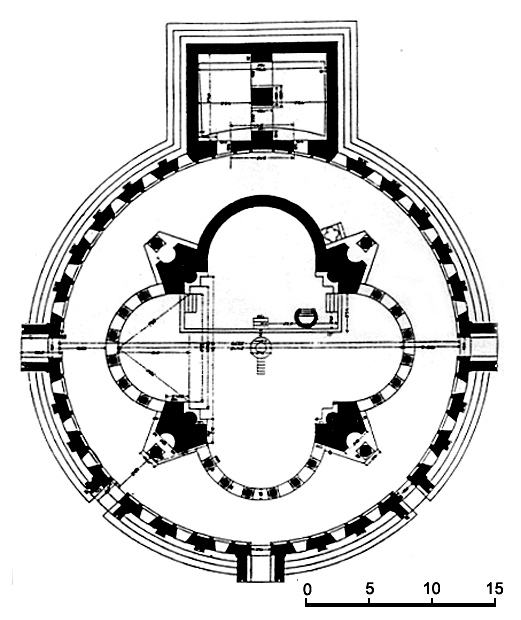
Planta de la catedral de Zvartnots, Armenia.

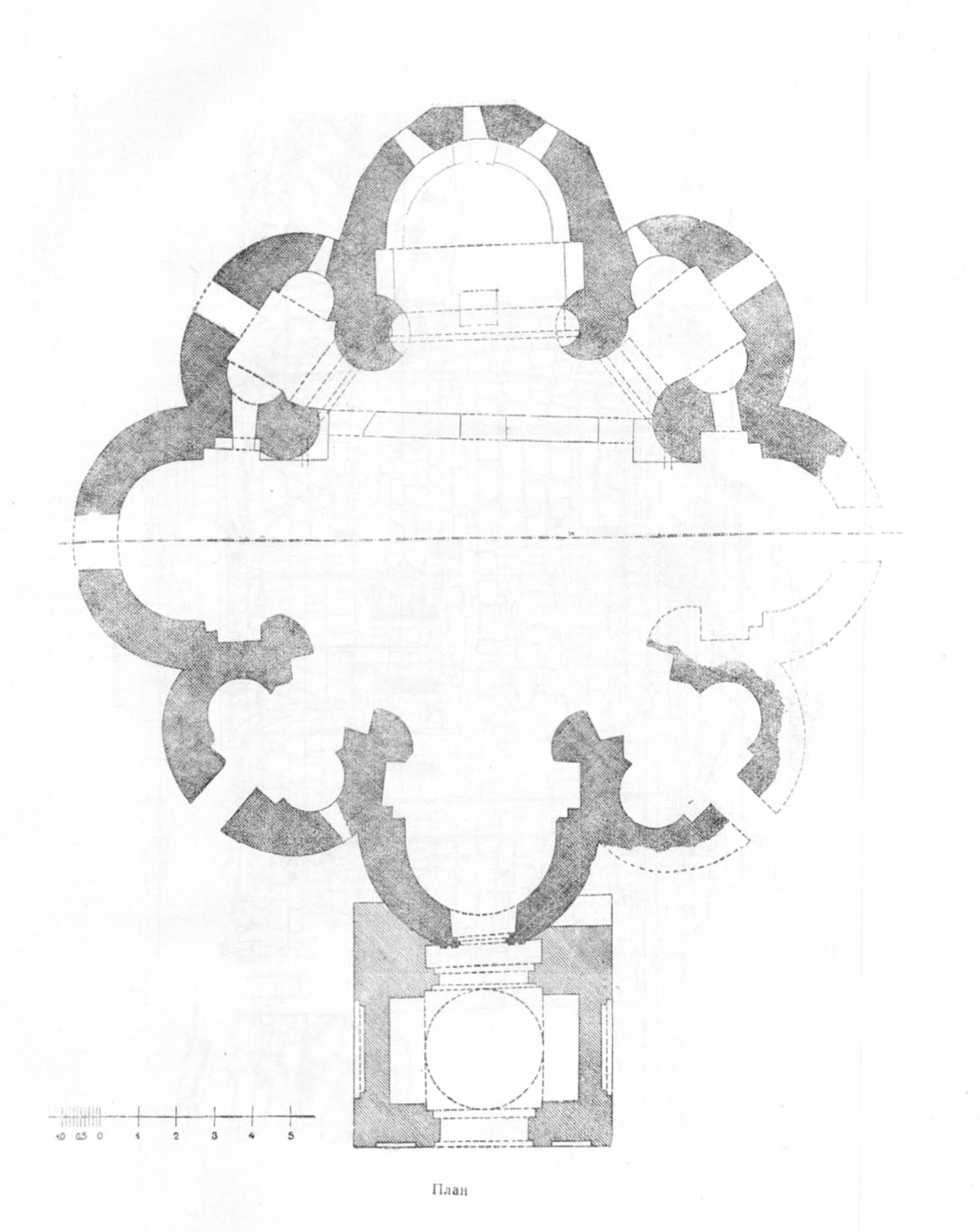
Planta de la catedral de Ninotsminda

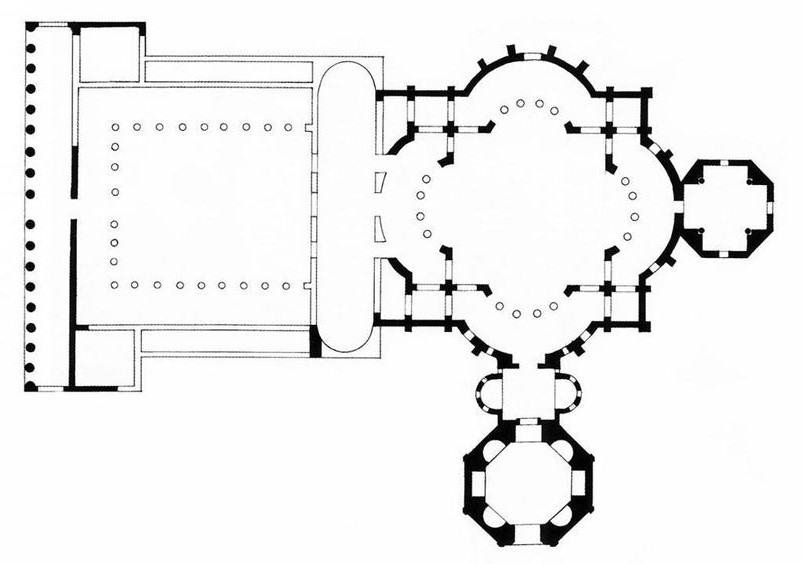
Planta de la basílica de San Lorenzo (Milán), ahora ya alterada, en la que se ve el núcleo tetraconcha.

Planta de Bramante para la basílica de San Pedro de Roma (1503-1506)

Tetraconcha, en arquitectura, es un término que designa una tipología de edificio, generalmente una iglesia u otro edificio religioso, que se caracteriza por tener cuatro ábsides, uno en cada dirección, comúnmente de igual tamaño. El vocablo deriva del griego y significa, obviamente, "cuatro conchas", por las cuatro conchas o semi-cúpulas que suelen cubrir los ábsides. Es por tanto un esquema de planta central, una planta de cruz griega. Fueron de uso común en la arquitectura bizantina y escuelas relacionadas, como la arquitectura de Armenia y la arquitectura de Georgia. Se ha argumentado que se desarrollaron en esas áreas o en Siria, y la cuestión aún es motivo de controversia entre ambas naciones del Cáucaso. Aparte de las iglesias, la forma es adecuada para mausoleos o baptisterios y normalmente tendrán una alta cúpula central sobre el espacio central.
La basílica de San Lorenzo (Milán) (370) es posiblemente el primer gran ejemplo de este tipo, la «tetraconcha de corredor», con un deambulatorio exterior. En la arquitectura bizantina media se desarrolló otro tipo, la iglesia en cruz inscrita, que surge esencialmente al rellenar la tetraconcha hasta formar un cuadrado exterior. Ambos tipos también pueden ser descritos menos precisamente como «cruz cupulada». En estos tipos la semi-cúpula del ábside comienza por lo general directamente desde el espacio central cupulado.
La arruinada catedral de Ninotsminda (ca. 575) en Georgia es quizás el ejemplo más antiguo en ese país. Los ejemplos armenios y georgianos son más tardíos que otros que se conservan, pero tienen una planta distintiva y sofisticada. Son similares a la «iglesia en cruz inscrita», pero en Georgia los espacios de esquina, o cámaras en ángulo, sólo son accesibles desde el espacio central a través de unas estrechas aberturas, y están cerrados desde los ábsides (como en el monasterio de Jvari). En Armenia, la planta también se desarrolló en el siglo VI, y la planta de la iglesia de Santa Hripsime (Echmiadzin) (618) es casi idéntica a la de Jvari. Más tarde, fue desarrollada una planta diferente, con un espacio principal tetraconcho completamente rodeado por un pasillo o ambulatorio en la terminología utilizada para las iglesias occidentales, como en la arruinada  catedral de Zvartnots de mitad del siglo VII. La también arruinada llamada catedral de Bosra, de principios del siglo VI, es la principal iglesia tetraconcha siria más temprana, aunque en Siria el tipo no permaneció tan popular como en el Cáucaso.
El mausoleo de Gala Placidia en Rávena (425-430),  mundialmente conocido por sus mosaicos, es casi una tetraconcha, aunque hay unos cortos brazos abovedados que conducen desde el espacio central a cada extremo del ábside. Estos extremos acaban en una pared plana sin semi-cúpula, y el extremo de la entrada es ligeramente más largo. Otro famoso revival de la fórmula tetraconcha en Occidente fue el primer diseño de Bramante para la basílica de San Pedro, en Roma.
Muchas veces, un edificio triconcha tiene sólo tres ábsides, omitiéndose normalmente el que está en el extremo litúrgico occidental, que puede ser sustituido con un nártex. Muchas iglesias de ambos tipos, tetraconchas e iglesia en cruz inscritas, se han ampliado, especialmente hacia el oeste mediante la adición de naves, por lo que llegaron a parecerse a las iglesias de tipo basílica más convencionales. La iglesia de Santa María de los Mongoles en Estambul es un buen ejemplo.

## Galería de imágenes

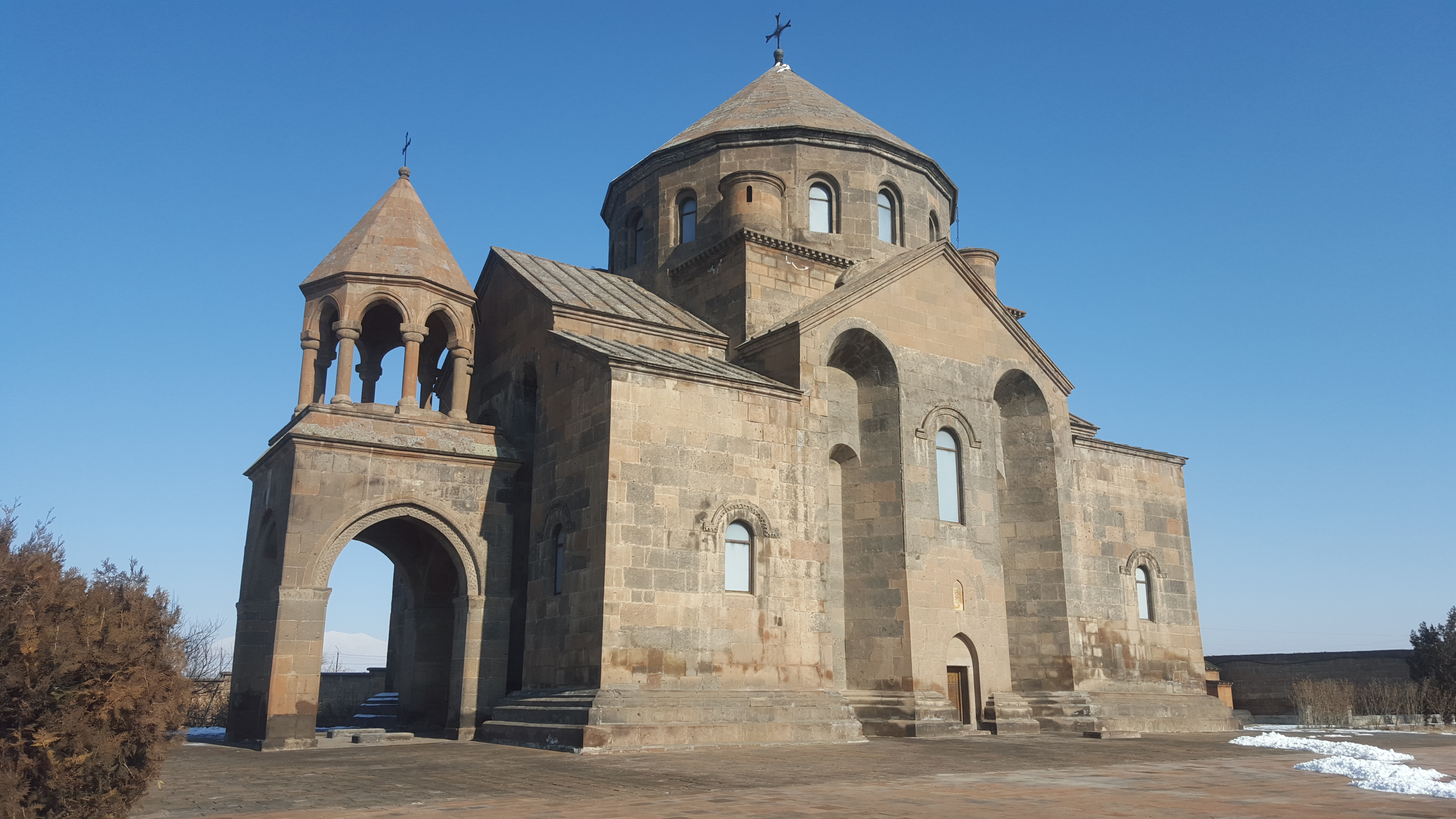
Iglesia de Santa Hripsime (Echmiadzin) (618) ( Patrimonio de la Humanidad   (parte de «Catedral e iglesias de Echmiadzín y sitio arqueológico de Zvartnóts»)  (2000))
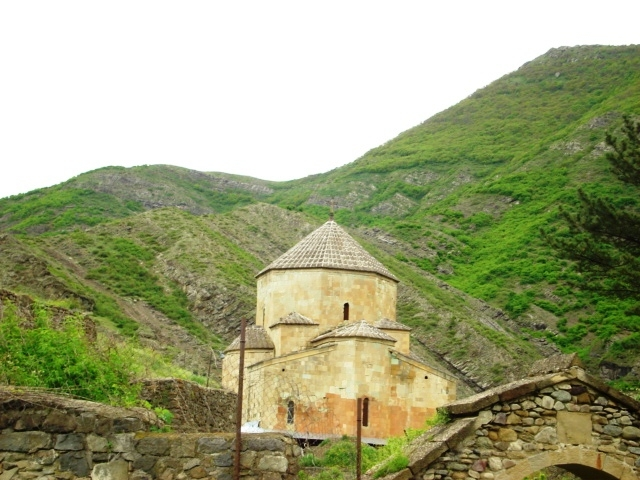
Iglesia Sioni de Atenas (s. VII)
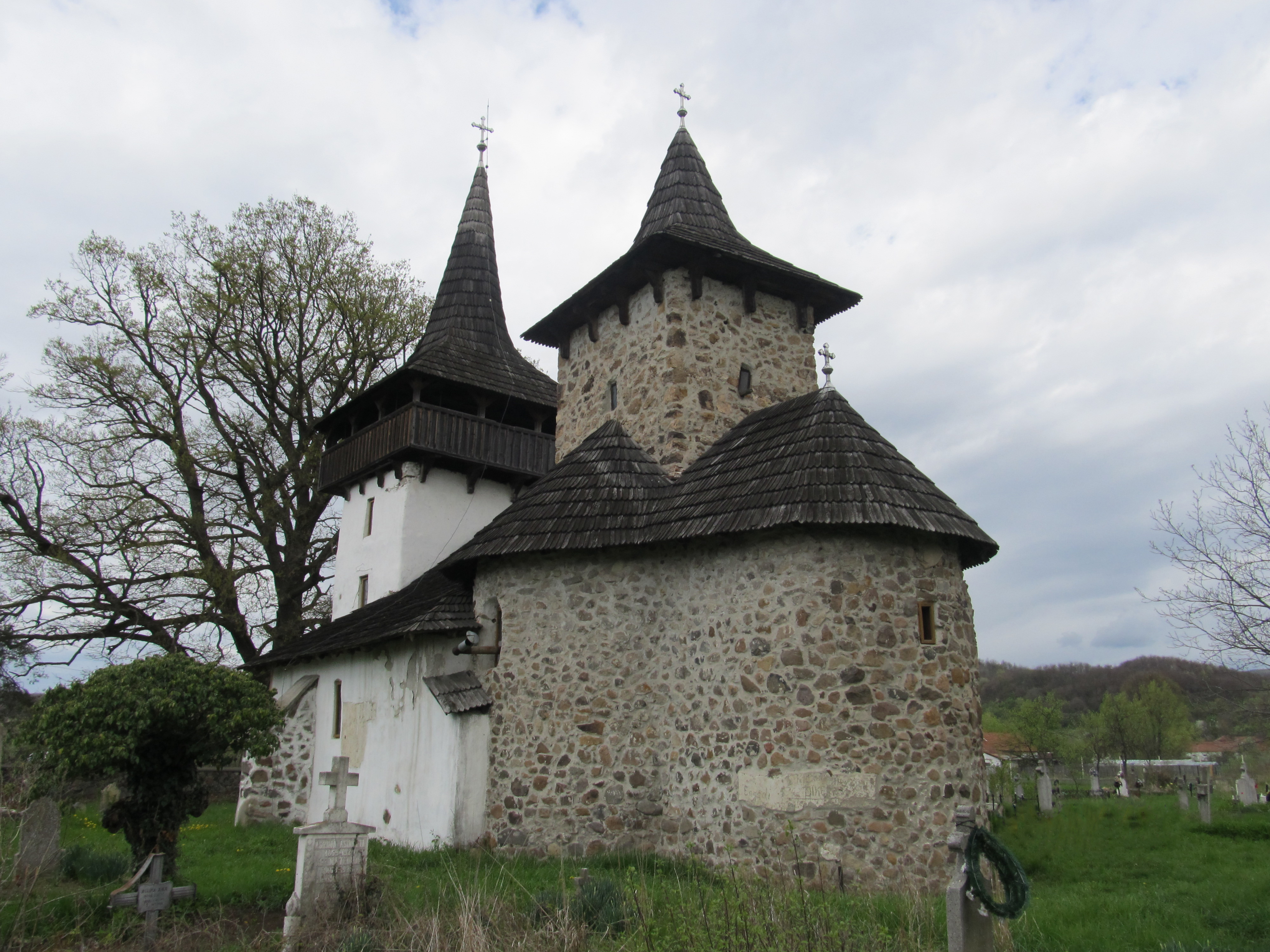
Iglesia Arcángel San Miguel en Gurasada, en la que el cuerpo de la entrada, en blanco, ha sustituido al cuarto ábside
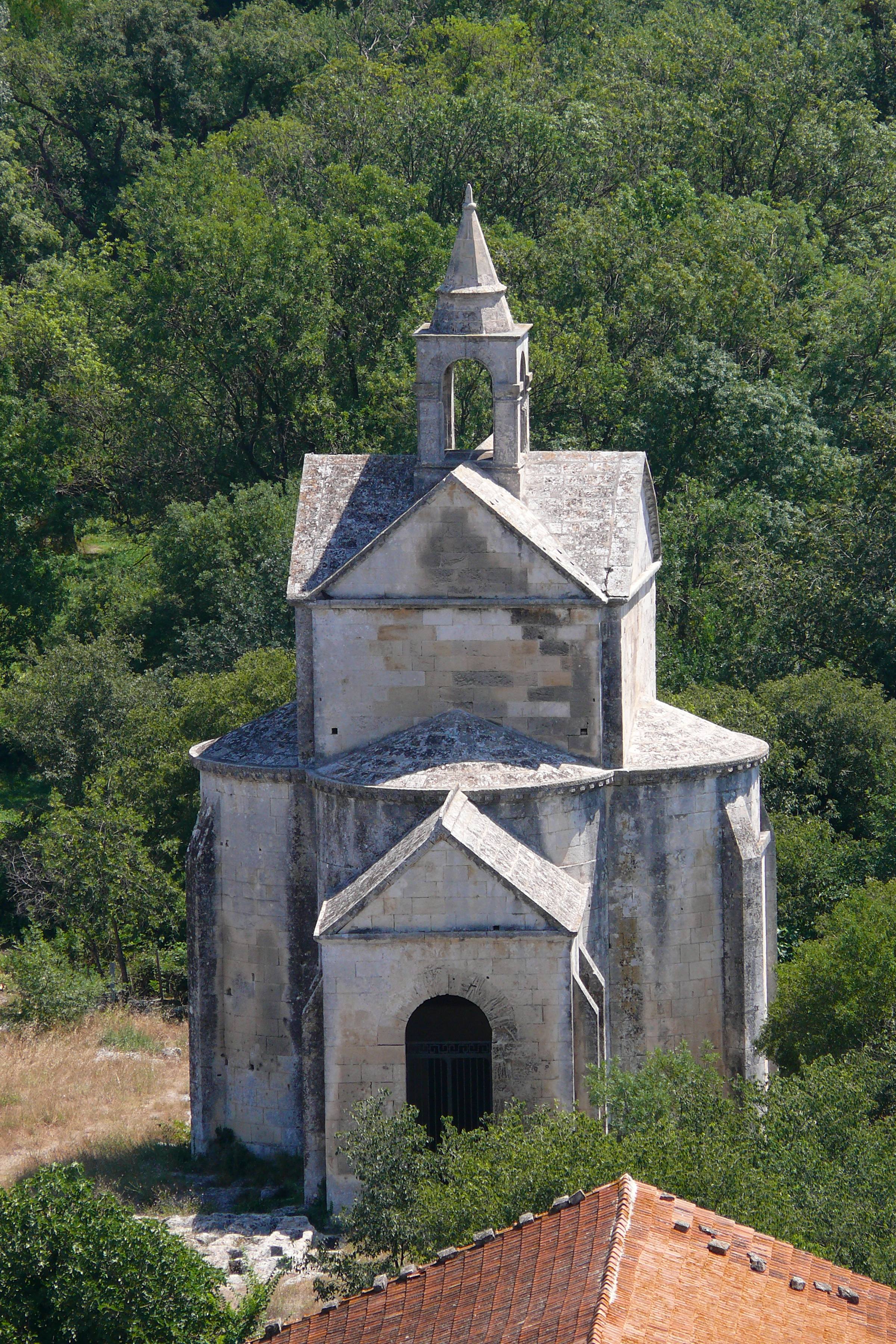
Capilla de la Santa Cruz en Montmajour, construida como una tetraconcha
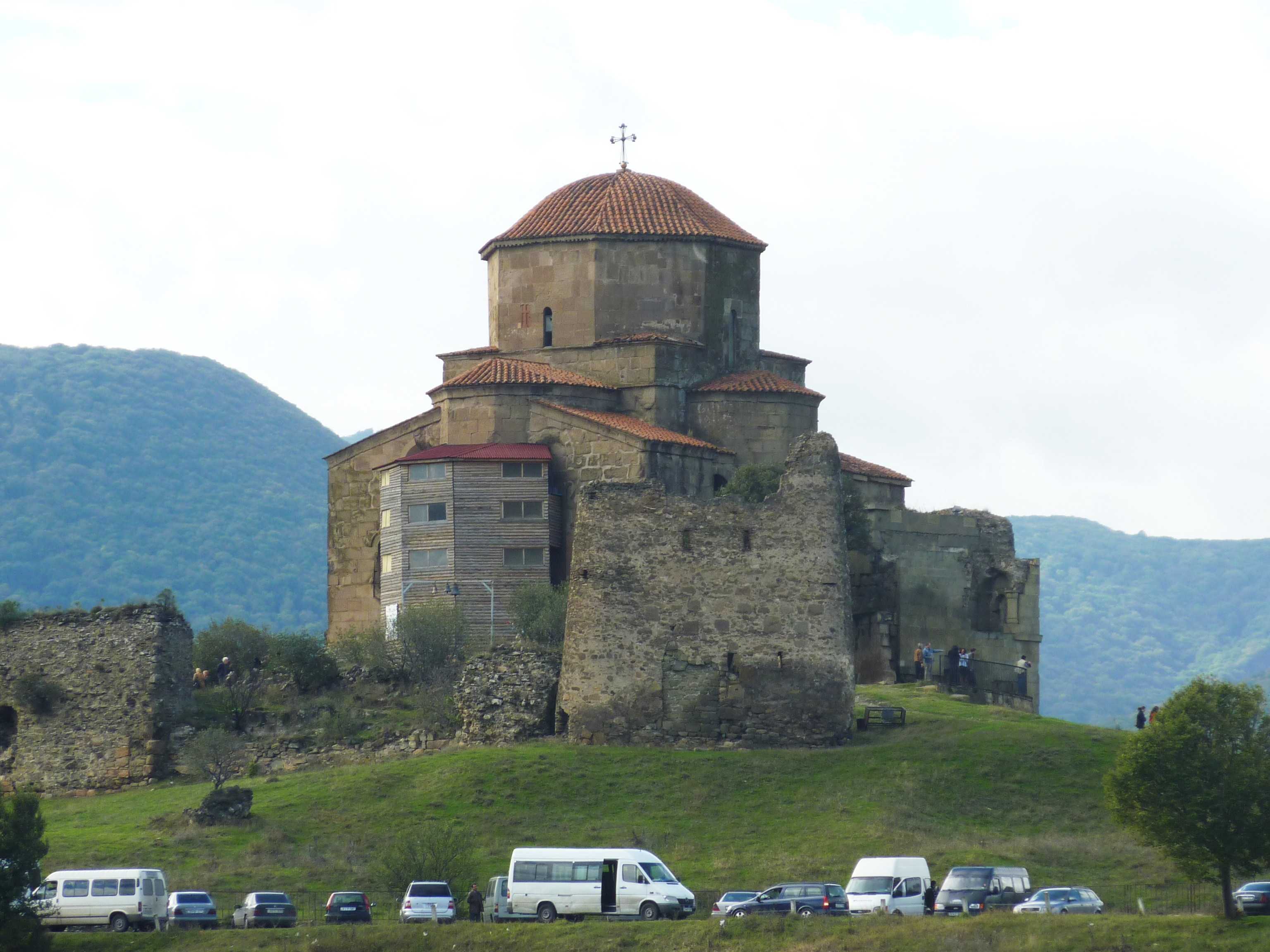
Monasterio de Jvari (586-605) ( Patrimonio de la Humanidad   (parte de «Monumentos históricos de Mtskheta»)  (1994)